# Campionati del mondo di ciclocross 2019 - Gara maschile Under-23
La ventiquattresima edizione della gara maschile Under-23 dei Campionati del mondo di ciclocross 2019 si svolse il 2 febbraio 2019 con partenza ed arrivo da Bogense in Danimarca, su un percorso iniziale di 150 mt più un circuito di 2,6 km da ripetere 8 volte per un totale di 20,95 km. La vittoria fu appannaggio del britannico Thomas Pidcock, il quale terminò la gara in 47'42", alla media di 26,350 km/h, precedendo il belga Eli Iserbyt e il francese Antoine Benoist terzo.
I corridori che presero il via furono 63 provenienti da 20 nazionalità, mentre coloro che tagliarono il traguardo furono 56.

## Squadre partecipanti
| N.    | Cod. | Squadra     |
| ----- | ---- | ----------- |
| 1-6   | BEL  | Belgio      |
| 9-13  | FRA  | Francia     |
| 14-18 | NLD  | Paesi Bassi |
| 20-24 | GBR  | Regno Unito |
| 25-27 | ITA  | Italia      |
| 30-32 | SUI  | Svizzera    |
| 34-39 | USA  | Stati Uniti |
| 40-42 | ESP  | Spagna      |
| 43-47 | CZE  | Rep. Ceca   |
| 48-52 | DEN  | Danimarca   |

| N.    | Cod. | Squadra     |
| ----- | ---- | ----------- |
| 53-55 | AUS  | Australia   |
| 56-57 | GER  | Germania    |
| 58    | SVK  | Slovacchia  |
| 59-60 | LUX  | Lussemburgo |
| 61-62 | CAN  | Canada      |
| 63-64 | SWE  | Svezia      |
| 65-67 | JPN  | Giappone    |
| 68    | IRL  | Irlanda     |
| 69    | ISL  | Islanda     |
| 70    | HUN  | Ungheria    |

## Ordine d'arrivo (Top 10)
| Pos. | Corridore        | Squadra       | Tempo   |
| ---- | ---------------- | ------------- | ------- |
| 1    | Thomas Pidcock   | Gran Bretagna | 47'42"  |
| 2    | Eli Iserbyt      | Belgio        | a 15"   |
| 3    | Antoine Benoist  | Francia       | a 23"   |
| 4    | Tomáš Kopecký    | Rep. Ceca     | a 31"   |
| 5    | Jakob Dorigoni   | Italia        | a 35"   |
| 6    | Ben Turner       | Gran Bretagna | a 38"   |
| 7    | Ryan Kamp        | Paesi Bassi   | a 46"   |
| 8    | Loris Rouiller   | Svizzera      | a 56"   |
| 9    | Thomas Mein      | Gran Bretagna | a 1'07" |
| 10   | Niels Vandeputte | Belgio        | a 1'22" |